# Apiocera pulchra
Apiocera pulchra är en tvåvingeart som beskrevs av Paramonov 1953. Apiocera pulchra ingår i släktet Apiocera och familjen Apioceridae. Inga underarter finns listade i Catalogue of Life.